# Championnat du monde féminin de handball 2009
Navigation
France 2007 Brésil 2011
La 19e édition du championnat du monde féminin de handball s'est déroulée en Chine du 5 décembre au 20 décembre 2009. C'est la deuxième fois qu'un championnat du monde ne se déroule pas en Europe (après la Corée du Sud en 1990).
Cette édition a vu s'imposer l'équipe de Russie pour la troisième fois consécutive.

## Présentation

### Villes
La compétition se déroule dans la province chinoise de Jiangsu, à l'est du pays. Six villes ont été désignées :
| Ville        | Stade                                   | Capacité |
| ------------ | --------------------------------------- | -------- |
| Nanjing      | Nanjing Olympic Sports Center Gymnasium | 13 000   |
| Suzhou       | Suzhou Sports Center                    | 6 000    |
| Wuxi         | Wuxi Sports Center                      | 7 155    |
| Changzhou    | Changzhou Olympic Sports Center         | 6 000    |
| Yangzhou     | Yangzhou Sports Garden                  | 5 500    |
| Zhangjiagang | Zhangjiagang Sports Center              | 3 750    |

### Qualifications
| Continent         | Nombre | Moyen de qualification           | Qualifiée(s)                                 |
| ----------------- | ------ | -------------------------------- | -------------------------------------------- |
| -                 | 1      | Organisateur                     | Chine                                        |
| -                 | 1      | Tenante du titre                 | Russie                                       |
| Europe (EHF)      | 2      | Championnat d'Europe 2008        | Norvège et Espagne                           |
| Europe (EHF)      | 8      | Tournois qualificatifs européens | cf. ci-dessous                               |
| Asie (AHF)        | 4      | Championnat d'Asie 2008          | Corée du Sud, Japon, Thaïlande et Kazakhstan |
| Afrique (CAHB)    | 4      | Championnat d'Afrique 2008       | Angola, Congo, Côte d'Ivoire et Tunisie      |
| Amériques (PATHF) | 3      | Championnat panaméricain 2009    | Argentine, Brésil et Chili                   |
| Océanie (OCHF)    | 1      | Championnat d'Océanie 2009       | Australie                                    |

Qualifiés des Plays-off Europe
| Équipe 1    | Total   | Équipe 2   | Aller   | Retour  |
| ----------- | ------- | ---------- | ------- | ------- |
| Slovaquie   | 43 – 55 | Hongrie    | 21 – 22 | 22 – 33 |
| Suède       | 52 – 45 | Monténégro | 24 – 17 | 28 – 28 |
| Serbie      | 43 – 51 | Allemagne  | 24 – 29 | 19 – 22 |
| Croatie     | 51 – 55 | France     | 27 – 23 | 24 – 32 |
| Biélorussie | 63 – 70 | Roumanie   | 31 – 32 | 32 – 38 |
| Macédoine   | 57 – 62 | Autriche   | 32 – 28 | 25 – 34 |
| Portugal    | 43 – 79 | Danemark   | 21 – 38 | 22 – 41 |
| Ukraine     | 57 – 48 | Pays-Bas   | 27 – 21 | 30 – 27 |

## Tour préliminaire
Les trois premiers de chaque poule sont qualifiés pour le Tour principal tandis que les trois derniers sont reversés dans la Coupe du Président (places 13 à 24).

### Groupe A (Wuxi)
|   | Équipe    | Pts | J | G | N | P | Bp  | Bc  | Diff | Dép |
| - | --------- | --- | - | - | - | - | --- | --- | ---- | --- |
| 1 | Danemark  | 8   | 5 | 4 | 0 | 1 | 139 | 114 | 25   | /   |
| 2 | France    | 6   | 5 | 3 | 0 | 2 | 117 | 104 | 13   | 2v  |
| 3 | Allemagne | 6   | 5 | 3 | 0 | 2 | 142 | 136 | 6    | 1v  |
| 4 | Suède     | 6   | 5 | 3 | 0 | 2 | 129 | 121 | 8    | 0v  |
| 5 | Brésil    | 4   | 5 | 2 | 0 | 3 | 132 | 134 | -2   | /   |
| 6 | Congo     | 0   | 5 | 0 | 0 | 5 | 116 | 166 | -50  | /   |

| 5 décembre  | France    | 20 | 22 | Brésil    | 17h00 |
| 5 décembre  | Suède     | 28 | 19 | Congo     | 19h00 |
| 5 décembre  | Allemagne | 26 | 27 | Danemark  | 21h00 |
| 6 décembre  | Congo     | 23 | 36 | Allemagne | 17h00 |
| 6 décembre  | Brésil    | 23 | 26 | Suède     | 19h00 |
| 6 décembre  | Danemark  | 24 | 16 | France    | 21h00 |
| 7 décembre  | France    | 23 | 21 | Suède     | 21h00 |
| 7 décembre  | Allemagne | 32 | 30 | Brésil    | 17h00 |
| 7 décembre  | Danemark  | 37 | 21 | Congo     | 19h00 |
| 9 décembre  | France    | 29 | 22 | Congo     | 17h00 |
| 9 décembre  | Brésil    | 21 | 28 | Danemark  | 19h00 |
| 9 décembre  | Suède     | 27 | 33 | Allemagne | 21h00 |
| 10 décembre | Congo     | 28 | 36 | Brésil    | 17h00 |
| 10 décembre | Allemagne | 15 | 29 | France    | 19h00 |
| 10 décembre | Suède     | 27 | 23 | Danemark  | 21h00 |

### Groupe B (Zhangjiagang)
|   | Équipe    | Pts | J | G | N | P | Bp  | Bc  | Diff | Dép |
| - | --------- | --- | - | - | - | - | --- | --- | ---- | --- |
| 1 | Russie    | 10  | 5 | 5 | 0 | 0 | 175 | 74  | 101  | /   |
| 2 | Autriche  | 6   | 5 | 3 | 0 | 2 | 175 | 106 | 69   | +6  |
| 3 | Angola    | 6   | 5 | 3 | 0 | 2 | 145 | 96  | 49   | +1  |
| 4 | Ukraine   | 6   | 5 | 3 | 0 | 2 | 151 | 106 | 45   | -7  |
| 5 | Thaïlande | 2   | 5 | 1 | 0 | 4 | 73  | 192 | -119 | /   |
| 6 | Australie | 0   | 5 | 0 | 0 | 5 | 52  | 197 | -145 | /   |

| 5 décembre  | Angola    | 39 | 9  | Australie | 17h00 |
| 5 décembre  | Autriche  | 52 | 11 | Thaïlande | 19h00 |
| 5 décembre  | Russie    | 27 | 18 | Ukraine   | 21h00 |
| 6 décembre  | Australie | 10 | 45 | Autriche  | 17h00 |
| 6 décembre  | Ukraine   | 20 | 28 | Angola    | 19h00 |
| 6 décembre  | Thaïlande | 8  | 45 | Russie    | 21h00 |
| 7 décembre  | Ukraine   | 41 | 13 | Thaïlande | 17h00 |
| 7 décembre  | Angola    | 21 | 28 | Autriche  | 19h00 |
| 7 décembre  | Russie    | 48 | 8  | Australie | 21h00 |
| 9 décembre  | Angola    | 36 | 16 | Thaïlande | 17h00 |
| 9 décembre  | Australie | 7  | 40 | Ukraine   | 19h00 |
| 9 décembre  | Autriche  | 19 | 32 | Russie    | 21h00 |
| 10 décembre | Thaïlande | 25 | 18 | Australie | 17h00 |
| 10 décembre | Autriche  | 31 | 32 | Ukraine   | 19h00 |
| 10 décembre | Russie    | 23 | 21 | Angola    | 21h00 |

### Groupe C (Suzhou)
|   | Équipe   | Pts | J | G | N | P | Bp  | Bc  | Diff | Dép |
| - | -------- | --- | - | - | - | - | --- | --- | ---- | --- |
| 1 | Norvège  | 10  | 5 | 5 | 0 | 0 | 164 | 102 | 62   | /   |
| 2 | Roumanie | 8   | 5 | 4 | 0 | 1 | 182 | 117 | 65   | /   |
| 3 | Hongrie  | 6   | 5 | 3 | 0 | 2 | 160 | 123 | 37   | /   |
| 4 | Japon    | 3   | 5 | 1 | 1 | 3 | 144 | 156 | -12  | -12 |
| 5 | Tunisie  | 3   | 5 | 1 | 1 | 3 | 137 | 155 | -18  | -18 |
| 6 | Chili    | 0   | 5 | 0 | 0 | 5 | 81  | 215 | -134 | /   |

| 5 décembre  | Roumanie | 51 | 17 | Chili    | 17h15 |
| 5 décembre  | Norvège  | 34 | 19 | Japon    | 19h15 |
| 5 décembre  | Hongrie  | 33 | 25 | Tunisie  | 21h15 |
| 6 décembre  | Chili    | 14 | 48 | Hongrie  | 17h15 |
| 6 décembre  | Tunisie  | 25 | 36 | Norvège  | 19h15 |
| 6 décembre  | Japon    | 28 | 37 | Roumanie | 21h15 |
| 7 décembre  | Japon    | 31 | 31 | Tunisie  | 17h15 |
| 7 décembre  | Norvège  | 44 | 15 | Chili    | 19h15 |
| 7 décembre  | Roumanie | 31 | 25 | Hongrie  | 21h15 |
| 9 décembre  | Chili    | 19 | 38 | Japon    | 17h15 |
| 9 décembre  | Hongrie  | 19 | 25 | Norvège  | 19h15 |
| 9 décembre  | Roumanie | 39 | 22 | Tunisie  | 21h15 |
| 10 décembre | Tunisie  | 34 | 16 | Chili    | 17h15 |
| 10 décembre | Norvège  | 25 | 24 | Roumanie | 19h15 |
| 10 décembre | Hongrie  | 35 | 28 | Japon    | 21h15 |

### Groupe D (Changzhou)
|   | Équipe        | Pts | J | G | N | P | Bp  | Bc  | Diff |
| - | ------------- | --- | - | - | - | - | --- | --- | ---- |
| 1 | Espagne       | 10  | 5 | 5 | 0 | 0 | 147 | 84  | 63   |
| 2 | Corée du Sud  | 8   | 5 | 4 | 0 | 1 | 170 | 115 | 55   |
| 3 | Chine         | 6   | 5 | 3 | 0 | 2 | 123 | 109 | 14   |
| 4 | Côte d'Ivoire | 3   | 5 | 1 | 1 | 3 | 114 | 140 | -26  |
| 5 | Kazakhstan    | 2   | 5 | 1 | 0 | 4 | 96  | 148 | -52  |
| 6 | Argentine     | 1   | 5 | 0 | 1 | 4 | 88  | 142 | -54  |

| 5 décembre  | Corée du Sud  | 39 | 21 | Kazakhstan    | 15h30 |
| 5 décembre  | Espagne       | 29 | 18 | Côte d'Ivoire | 17h30 |
| 5 décembre  | Chine         | 26 | 15 | Argentine     | 19h30 |
| 6 décembre  | Côte d'Ivoire | 26 | 35 | Corée du Sud  | 15h30 |
| 6 décembre  | Argentine     | 15 | 33 | Espagne       | 17h30 |
| 6 décembre  | Kazakhstan    | 13 | 25 | Chine         | 19h30 |
| 7 décembre  | Côte d'Ivoire | 19 | 19 | Argentine     | 14h30 |
| 7 décembre  | Corée du Sud  | 33 | 25 | Chine         | 16h30 |
| 7 décembre  | Espagne       | 30 | 12 | Kazakhstan    | 18h30 |
| 9 décembre  | Kazakhstan    | 22 | 30 | Côte d'Ivoire | 14h30 |
| 9 décembre  | Chine         | 12 | 27 | Espagne       | 16h30 |
| 9 décembre  | Corée du Sud  | 36 | 15 | Argentine     | 18h30 |
| 10 décembre | Argentine     | 24 | 28 | Kazakhstan    | 14h30 |
| 10 décembre | Chine         | 35 | 21 | Côte d'Ivoire | 16h30 |
| 10 décembre | Espagne       | 28 | 27 | Corée du Sud  | 18h30 |

## Tour principal
Les résultats des équipes issues d'une même poule du tour préliminaire sont conservés.
Les deux premières équipes sont qualifiées pour les demi-finales, les autres jouent des matchs de classement.

### Groupe I (Yangzhou)
|   | Équipe    | Pts | J | G | N | P | Bp  | Bc  | Diff | Dép |
| - | --------- | --- | - | - | - | - | --- | --- | ---- | --- |
| 1 | France    | 8   | 5 | 4 | 0 | 1 | 137 | 106 | 31   | +1  |
| 2 | Russie    | 8   | 5 | 4 | 0 | 1 | 142 | 111 | 31   | -1  |
| 3 | Danemark  | 6   | 5 | 3 | 0 | 2 | 129 | 127 | 2    | /   |
| 4 | Allemagne | 4   | 5 | 2 | 0 | 3 | 117 | 137 | -20  | /   |
| 5 | Autriche  | 2   | 5 | 1 | 0 | 4 | 120 | 147 | -27  | +7  |
| 6 | Angola    | 2   | 5 | 1 | 0 | 4 | 115 | 132 | -17  | -7  |

| 12 décembre | Allemagne | 22 | 34 | Russie    | 17h00 |
| 12 décembre | France    | 33 | 24 | Angola    | 19h00 |
| 12 décembre | Danemark  | 30 | 27 | Autriche  | 21h00 |
| 13 décembre | Autriche  | 26 | 29 | Allemagne | 17h00 |
| 13 décembre | France    | 24 | 23 | Russie    | 19h00 |
| 13 décembre | Angola    | 28 | 23 | Danemark  | 21h00 |
| 15 décembre | Allemagne | 25 | 21 | Angola    | 17h00 |
| 15 décembre | France    | 35 | 20 | Autriche  | 19h00 |
| 15 décembre | Danemark  | 25 | 30 | Russie    | 21h00 |

### Groupe II (Suzhou)
|   | Équipe       | Pts | J | G | N | P | Bp  | Bc  | Diff |
| - | ------------ | --- | - | - | - | - | --- | --- | ---- |
| 1 | Norvège      | 8   | 5 | 4 | 0 | 1 | 138 | 114 | 24   |
| 2 | Espagne      | 7   | 5 | 3 | 1 | 1 | 126 | 112 | 14   |
| 3 | Corée du Sud | 6   | 5 | 2 | 2 | 1 | 150 | 142 | 8    |
| 4 | Roumanie     | 5   | 5 | 2 | 1 | 2 | 154 | 129 | 25   |
| 5 | Hongrie      | 4   | 5 | 1 | 2 | 2 | 118 | 126 | -8   |
| 6 | Chine        | 0   | 5 | 0 | 0 | 5 | 96  | 159 | -63  |

| 12 décembre | Roumanie     | 40 | 19 | Chine        | 17h15 |
| 12 décembre | Norvège      | 27 | 28 | Corée du Sud | 19h15 |
| 12 décembre | Hongrie      | 21 | 21 | Espagne      | 21h15 |
| 13 décembre | Corée du Sud | 28 | 28 | Hongrie      | 17h15 |
| 13 décembre | Chine        | 19 | 34 | Norvège      | 19h15 |
| 13 décembre | Espagne      | 26 | 25 | Roumanie     | 21h15 |
| 15 décembre | Hongrie      | 25 | 21 | Chine        | 17h15 |
| 15 décembre | Norvège      | 27 | 24 | Espagne      | 19h15 |
| 15 décembre | Roumanie     | 34 | 34 | Corée du Sud | 21h15 |

### Matchs de classement
| Places          | Date et lieu               | Équipe 1     | Score   | Équipe 2  |
| --------------- | -------------------------- | ------------ | ------- | --------- |
| Places 11 et 12 | 17 décembre, 13h30, Suzhou | Chine        | 25 - 26 | Angola    |
| Places 9 et 10  | 17 décembre, 16h00, Suzhou | Hongrie      | 41 - 25 | Autriche  |
| Places 7 et 8   | 17 décembre, 18h30, Suzhou | Roumanie     | 25 - 35 | Allemagne |
| Places 5 et 6   | 17 décembre, 21h00, Suzhou | Corée du Sud | 31 - 33 | Danemark  |

## Coupe du Président (places 13 à 24)

### Groupe PC I (Wuxi)
|   | Équipe    | Pts | J | G | N | P | Bp  | Bc  | Diff |
| - | --------- | --- | - | - | - | - | --- | --- | ---- |
| 1 | Suède     | 10  | 5 | 5 | 0 | 0 | 203 | 112 | 91   |
| 2 | Brésil    | 8   | 5 | 4 | 0 | 1 | 184 | 115 | 69   |
| 3 | Ukraine   | 6   | 5 | 3 | 0 | 2 | 180 | 120 | 60   |
| 4 | Congo     | 4   | 5 | 2 | 0 | 3 | 142 | 148 | -6   |
| 5 | Thaïlande | 2   | 5 | 1 | 0 | 4 | 99  | 184 | -85  |
| 6 | Australie | 0   | 5 | 0 | 0 | 5 | 80  | 209 | -129 |

| 12 décembre | Congo     | 30 | 38 | Ukraine   | 15h00 |
| 12 décembre | Suède     | 49 | 18 | Thaïlande | 17h00 |
| 12 décembre | Brésil    | 45 | 12 | Australie | 19h00 |
| 13 décembre | Thaïlande | 24 | 32 | Congo     | 15h00 |
| 13 décembre | Ukraine   | 30 | 36 | Brésil    | 17h00 |
| 13 décembre | Australie | 21 | 66 | Suède     | 19h00 |
| 14 décembre | Congo     | 33 | 22 | Australie | 15h00 |
| 14 décembre | Brésil    | 44 | 16 | Thaïlande | 17h00 |
| 14 décembre | Suède     | 34 | 31 | Ukraine   | 19h00 |

### Groupe PC II (Zhangjiagang)
|   | Équipe        | Pts | J | G | N | P | Bp  | Bc  | Diff | Dép |
| - | ------------- | --- | - | - | - | - | --- | --- | ---- | --- |
| 1 | Tunisie       | 9   | 5 | 4 | 1 | 0 | 169 | 116 | 53   | /   |
| 2 | Japon         | 7   | 5 | 3 | 1 | 1 | 158 | 123 | 35   | /   |
| 3 | Côte d'Ivoire | 5   | 5 | 2 | 1 | 2 | 135 | 131 | 4    | +4  |
| 4 | Argentine     | 5   | 5 | 2 | 1 | 2 | 112 | 119 | -7   | -7  |
| 5 | Kazakhstan    | 4   | 5 | 2 | 0 | 3 | 119 | 146 | -27  | /   |
| 6 | Chili         | 0   | 5 | 0 | 0 | 5 | 96  | 154 | -58  | /   |

| 12 décembre | Japon         | 33 | 17 | Kazakhstan    | 15h00 |
| 12 décembre | Chili         | 19 | 28 | Côte d'Ivoire | 17h00 |
| 12 décembre | Tunisie       | 32 | 22 | Argentine     | 19h00 |
| 13 décembre | Côte d'Ivoire | 27 | 39 | Tunisie       | 15h00 |
| 13 décembre | Kazakhstan    | 32 | 26 | Chili         | 17h00 |
| 13 décembre | Argentine     | 25 | 24 | Japon         | 19h00 |
| 14 décembre | Japon         | 32 | 31 | Côte d'Ivoire | 15h00 |
| 14 décembre | Tunisie       | 33 | 20 | Kazakhstan    | 17h00 |
| 14 décembre | Chili         | 16 | 22 | Argentine     | 19h00 |

### Matchs de classement
| Places          | Date et lieu                     | Équipe 1      | Score     | Équipe 2  |
| --------------- | -------------------------------- | ------------- | --------- | --------- |
| Places 23 et 24 | 15 décembre, 14h00, Wuxi         | Chili         | 32 - 21   | Australie |
| Places 21 et 22 | 15 décembre, 16h30, Wuxi         | Kazakhstan    | 23 - 27   | Thaïlande |
| Places 19 et 20 | 15 décembre, 19h00, Wuxi         | Argentine     | 35 - 26   | Congo     |
| Places 17 et 18 | 15 décembre, 14h00, Zhangjiagang | Côte d'Ivoire | 29 - 34   | Ukraine   |
| Places 15 et 16 | 15 décembre, 16h30 Zhangjiagang  | Japon         | 29 - 31   | Brésil    |
| Places 13 et 14 | 15 décembre, 19h00, Zhangjiagang | Tunisie       | 31 - 33ap | Suède     |

## Phase finale
|  | Demi-finales                | Demi-finales                |                        |    | Finale                      | Finale                      |
|  | Demi-finales                | Demi-finales                |                        |    | Finale                      | Finale                      |
|  |                             |                             |                        |    |                             |                             |
|  | 18 décembre à 18h30, Nankin | 18 décembre à 18h30, Nankin |                        |    | 20 décembre à 19h00, Nankin | 20 décembre à 19h00, Nankin |
|  | 18 décembre à 18h30, Nankin | 18 décembre à 18h30, Nankin |                        |    | 20 décembre à 19h00, Nankin | 20 décembre à 19h00, Nankin |
|  | France                      | 27                          |                        |    | 20 décembre à 19h00, Nankin | 20 décembre à 19h00, Nankin |
|  | France                      | 27                          |                        |    | 20 décembre à 19h00, Nankin | 20 décembre à 19h00, Nankin |
|  | Espagne                     | 23                          |                        |    | 20 décembre à 19h00, Nankin | 20 décembre à 19h00, Nankin |
|  | Espagne                     | 23                          | France                 | 22 |                             |                             |
|  | 18 décembre à 21h15, Nankin |                             | France                 | 22 |                             |                             |
|  |                             | Russie                      | 25                     |    |                             |                             |
|  | Norvège                     | Russie                      | 25                     | 20 |                             |                             |
|  | Norvège                     |                             |                        | 20 |                             |                             |
|  | Russie                      | 28                          |                        |    |                             |                             |
|  | Russie                      | 28                          | Match pour la 3e place |    |                             |                             |
|  |                             |                             |                        |    |                             |                             |
|  | 20 décembre à 16h30, Nankin |                             |                        |    |                             |                             |
|  |                             |                             |                        |    |                             |                             |
|  | Espagne                     | 26                          |                        |    |                             |                             |
|  | Espagne                     | 26                          |                        |    |                             |                             |
|  | Norvège                     | 31                          |                        |    |                             |                             |
|  | Norvège                     | 31                          |                        |    |                             |                             |

### Demi-finales
| 18 décembre 2009 18h30 | France            | 27 – 23   | Espagne        | Stade du Centre sportif olympique, Nankin Affluence : 6 000 Arbitrage : Gatelis, Mažeika |
| 18 décembre 2009 18h30 | Ayglon, Signaté 5 | (12 – 10) | Marta Mangué 9 | Stade du Centre sportif olympique, Nankin Affluence : 6 000 Arbitrage : Gatelis, Mažeika |
| 18 décembre 2009 18h30 | ×4 ×6             | Rapport   |                | Stade du Centre sportif olympique, Nankin Affluence : 6 000 Arbitrage : Gatelis, Mažeika |

| 18 décembre 2009 21h15 | Norvège                | 20 – 28   | Russie               | Stade du Centre sportif olympique, Nankin Affluence : 6 500 Arbitrage : Geipel, Helbig |
| 18 décembre 2009 21h15 | Frafjord, Riegelhuth 4 | (12 – 17) | Lioudmila Postnova 6 | Stade du Centre sportif olympique, Nankin Affluence : 6 500 Arbitrage : Geipel, Helbig |
| 18 décembre 2009 21h15 | ×2                     | Rapport   | ×3 ×4                | Stade du Centre sportif olympique, Nankin Affluence : 6 500 Arbitrage : Geipel, Helbig |

### Match pour la3eplace
| 20 décembre 2009 16h30 | Espagne                    | 26 – 31  | Norvège               | Stade du Centre sportif olympique, Nankin Affluence : 10 000 Arbitrage : Marina, Minore |
| 20 décembre 2009 16h30 | Alberto, Mangué, Aguilar 5 | (9 – 15) | Marit Malm Frafjord 7 | Stade du Centre sportif olympique, Nankin Affluence : 10 000 Arbitrage : Marina, Minore |
| 20 décembre 2009 16h30 | ×3 ×6                      | Rapport  | ×3 ×7                 | Stade du Centre sportif olympique, Nankin Affluence : 10 000 Arbitrage : Marina, Minore |

### Finale
| 20 décembre 2009 19 h 00 | Russie              | 25 – 22            | France              | Stade du Centre sportif olympique, Nankin Affluence : 13 000 Arbitrage : MM Gjeding et Hansen |
| 20 décembre 2009 19 h 00 | Elena Dmitrieva (8) | (14 – 11)          | Mariama Signaté (8) | Stade du Centre sportif olympique, Nankin Affluence : 13 000 Arbitrage : MM Gjeding et Hansen |
| 20 décembre 2009 19 h 00 | ×2 ×5               | [PDF] IHF Handzone | ×4 ×3               | Stade du Centre sportif olympique, Nankin Affluence : 13 000 Arbitrage : MM Gjeding et Hansen |

| Gardiennes:                  |
| Inna Souslina (0/5)          |
| Anna Sedoïkina (11/28)       |
| Joueuses de champ:           |
| Lioudmila Postnova (3/14)    |
| Emilia Toureï (2/6)          |
| Tatiana Dronina (1/1)        |
| Elena Dmitrieva (8/9)        |
| Olga Levina (3/5)            |
| Maïa Petrova (0/0)           |
| Ekaterina Andriouchina (2/2) |
| Nadejda Mouravieva (1/1)     |
| Ekaterina Vetkova (2/2)      |
| Victoria Jilinskaïté (0/1)   |
| Tatiana Khmirova (2/2)       |
| Oxana Koroleva (0/0)         |
| Entraîneur :                 |
| Ievgueni Trefilov            |

| Gardiennes:             |
| Cléopâtre Darleux (4/9) |
| Amandine Leynaud (6/25) |
| Joueuses de champ:      |
| Amélie Goudjo (0/0)     |
| Blandine Dancette (0/0) |
| Camille Ayglon (0/3)    |
| Allison Pineau (6/9)    |
| Claudine Mendy (0/1)    |
| Paule Baudouin (0/1)    |
| Siraba Dembélé (4/9)    |
| Audrey Deroin (0/4)     |
| Raphaëlle Tervel (0/0)  |
| Marion Limal (2/3)      |
| Katty Piejos (2/7)      |
| Mariama Signaté (8/14)  |
| Entraîneur :            |
| Olivier Krumbholz       |

## Classement final
|                           | Équipes       | J  | G | N | P | Bp   | Bc  | Diff |
| ------------------------- | ------------- | -- | - | - | - | ---- | --- | ---- |
| Médaille d'or, monde      | Russie        | 10 | 9 | 0 | 1 | 315  | 187 | +128 |
| Médaille d'argent, monde  | France        | 10 | 7 | 0 | 3 | 258  | 219 | +39  |
| Médaille de bronze, monde | Norvège       | 10 | 8 | 0 | 2 | 303  | 227 | +76  |
| 4e                        | Espagne       | 10 | 7 | 0 | 3 | 267  | 215 | +52  |
|                           |               |    |   |   |   |      |     |      |
| 5e                        | Danemark      | 9  | 6 | 0 | 3 | 250  | 227 | +23  |
| 6e                        | Corée du Sud  | 9  | 5 | 2 | 2 | 291  | 237 | +54  |
| 7e                        | Allemagne     | 9  | 6 | 0 | 3 | 253  | 242 | +11  |
| 8e                        | Roumanie      | 9  | 5 | 1 | 3 | 306  | 231 | +75  |
| 9e                        | Hongrie       | 9  | 5 | 2 | 2 | 275  | 218 | +57  |
| 10e                       | Autriche      | 9  | 3 | 0 | 6 | 273  | 241 | +32  |
| 11e                       | Angola        | 9  | 5 | 0 | 4 | 244  | 202 | +42  |
| 12e                       | Chine         | 9  | 3 | 0 | 6 | 207  | 234 | -27  |
|                           |               |    |   |   |   |      |     |      |
| 13e                       | Suède         | 9  | 7 | 0 | 2 | 311  | 222 | +89  |
| 14e                       | Tunisie       | 9  | 4 | 1 | 4 | 272  | 257 | +15  |
| 15e                       | Brésil        | 9  | 6 | 0 | 3 | 288  | 224 | +62  |
| 16e                       | Japon         | 9  | 3 | 1 | 5 | 262  | 260 | +2   |
| 17e                       | Ukraine       | 9  | 5 | 0 | 4 | 284  | 235 | +49  |
| 18e                       | Côte d'Ivoire | 9  | 2 | 1 | 6 | 229  | 264 | -35  |
| 19e                       | Argentine     | 9  | 3 | 1 | 5 | 192  | 240 | -48  |
| 20e                       | Congo         | 9  | 2 | 0 | 7 | 234  | 285 | -51  |
| 21e                       | Thaïlande     | 9  | 2 | 0 | 7 | 161  | 340 | -179 |
| 22e                       | Kazakhstan    | 9  | 2 | 0 | 7 | 188  | 267 | -79  |
| 23e                       | Chili         | 9  | 1 | 0 | 8 | 174  | 318 | -144 |
| 24e                       | Australie     | 9  | 0 | 0 | 9 | 128/ | 373 | -245 |

## Statistiques et récompenses

### Équipe-type
À l'issue du tournoi, l'équipe-type du tournoi a été désignée :
- meilleure joueuse : Lioudmila Postnova,  Russie
- meilleure gardienne : Inna Souslina,  Russie
- meilleure ailière gauche : Camilla Herrem,  Norvège
- meilleure arrière gauche : Mariama Signaté,  France
- meilleure demi-centre : Allison Pineau,  France
- meilleure pivot : Begoña Fernández,  Espagne
- meilleure arrière droite : Marta Mangué,  Espagne
- meilleure ailière droite : Linn-Kristin Riegelhuth,  Norvège

### Statistiques individuelles
| Rang | Joueuse                 | Sélection     | Buts | Tirs | %      | MJ | Moy |
| ---- | ----------------------- | ------------- | ---- | ---- | ------ | -- | --- |
| 1    | Katrin Engel            | Autriche      | 67   | 112  | 59,8 % | 9  | 7,4 |
| 2    | Paula Gondo-Bredou      | Côte d'Ivoire | 65   | 95   | 68,4 % | 9  | 7,2 |
| 3    | Shio Fujii              | Japon         | 61   | 109  | 56,0 % | 9  | 6,8 |
| 4    | Mouna Chebbah           | Tunisie       | 58   | 113  | 51,3 % | 9  | 6,4 |
| 5    | Linn-Kristin Riegelhuth | Norvège       | 54   | 85   | 63,5 % | 10 | 5,4 |
| 6    | Kim On-a                | Corée du Sud  | 53   | 89   | 59,6 % | 9  | 5,9 |
| 6    | Olha Nikolayenko        | Ukraine       | 53   | 98   | 54,1 % | 9  | 5,9 |
| 8    | Elzira Tavares          | Angola        | 52   | 82   | 63,4 % | 9  | 5,8 |
| 8    | Eulodie Mambo           | Côte d'Ivoire | 52   | 98   | 53,1 % | 9  | 5,8 |
| 10   | Chantal Okoye Mbon      | Congo         | 48   | 70   | 68,6 % | 9  | 5,3 |
| 10   | Marta Mangué            | Espagne       | 48   | 86   | 55,8 % | 9  | 5,3 |
| 10   | Akie Uegaki             | Japon         | 48   | 107  | 44,9 % | 9  | 5,3 |

| Rang | Joueuse              | Sélection | %    | Arrêts | Tirs | MJ | Moy. |
| ---- | -------------------- | --------- | ---- | ------ | ---- | -- | ---- |
| 1    | Maria Odeth Tavares  | Angola    | 44,9 | 31     | 69   | 5  | 6,2  |
| 2    | Anna Sedoïkina       | Russie    | 44,4 | 63     | 142  | 10 | 6,3  |
| 3    | Mihaela Ciobanu      | Espagne   | 41,6 | 84     | 202  | 10 | 8,4  |
| 4    | Paula Ungureanu      | Roumanie  | 41,1 | 101    | 246  | 9  | 11,2 |
| 5    | Tatiana Chukhno      | Ukraine   | 40,6 | 39     | 96   | 9  | 4,3  |
| 6    | Natascha Schilk      | Autriche  | 40,4 | 55     | 136  | 9  | 6,1  |
| 7    | Inna Souslina        | Russie    | 40,3 | 73     | 181  | 10 | 7,3  |
| 8    | Cléopâtre Darleux    | France    | 40,2 | 49     | 122  | 10 | 4,9  |
| 9    | Cristina González    | Espagne   | 40,1 | 65     | 162  | 10 | 6,5  |
| 10   | Darly Zoqbi de Paula | Brésil    | 39,5 | 49     | 124  | 8  | 6,1  |

## Effectif des équipes sur le podium

### Championne du monde:Russie
L'effectif de la Russie au championnat du monde 2009 est, :
- Inna Souslina
- Lioudmila Postnova
- Tatiana Dronina
- Elena Dmitrieva
- Olga Levina
- Marina Iartseva
- Ksenia Makeeva
- Maïa Petrova
- Anna Sedoïkina
- Ekaterina Andriouchina
- Nadejda Mouravieva
- Ekaterina Vetkova
- Victoria Jilinskaïté
- Oxana Koroleva
- Emilia Toureï
- Tatiana Khmirova

Entraineur :  Ievgueni Trefilov

### Vice-championne du monde:France
L'effectif de la France au championnat du monde 2009 est, :
- Amélie Goudjo
- Blandine Dancette
- Camille Ayglon
- Allison Pineau
- Claudine Mendy
- Paule Baudouin
- Amandine Leynaud
- Cléopâtre Darleux
- Siraba Dembélé
- Audrey Deroin
- Raphaëlle Tervel
- Marion Limal
- Katty Piejos
- Mariama Signaté
- Christine Vanparys
- Stéphanie Fiossonangaye

Entraineur :  Olivier Krumbholz

### Troisième place:Norvège
L'effectif de la Norvège au championnat du monde 2009 est, :
- Kari Aalvik Grimsbø
- Ida Alstad
- Heidi Løke
- Tonje Nøstvold
- Karoline Dyhre Breivang
- Kristine Lunde-Borgersen
- Kari Mette Johansen
- Terese Pedersen
- Marit Malm Frafjord
- Tonje Larsen
- Katrine Lunde
- Linn-Kristin Riegelhuth
- Tine Stange
- Anja Edin
- Siri Seglem
- Camilla Herrem
- Renate Urne

Entraineur :  Þórir Hergeirsson